# Национальный паралимпийский комитет Казахстана
Национальный Паралимпийский Комитет Республики Казахстан является единственным представителем в Казахстане, который имеет право заявлять участие казахстанских спортсменов в международных соревнованиях, включая Паралимпийские игры, которые проводятся под эгидой  международных спортивных организаций.
Национальный Паралимпийский Комитет является некоммерческой неправительственной организацией, которая направлена обеспечивать развитие паралимпийского движения в Казахстане.

## История
Национальный паралимпийский комитет Республики Казахстан был основан в 2002 году. Национальный паралимпийский комитете Республики Казахстан является некоммерческой неправительственной организацией и является членом таких международных организаций, как:
- Международный паралимпийский комитет
- Азиатский паралимпийский комитет
- Международная организация по пара волейболу
- Международная федерация ампутантов и колясочников
- Международная спортивная федерация для слепых

Национальный паралимпийский комитет Республики Казахстан является единственным представителем в Казахстане, который имеет право заявлять участие казахстанских спортсменов в международных соревнованиях, включая паралимпийские игры, которые проводятся под эгидой вышеупомянутых международных спортивных организаций.
Основными функциями Национального паралимпийского комитета РК:
- Пропаганда принципов паралимпийского движения, содействие развитию паралимпийских видов спорта высших достижений и массового спорта;
- Представление Республики Казахстан в Международном Паралимпийском Комитете, на Паралимпийских играх и других международных соревнованиях;
- Проведение единой политики развития паралимпийского спорта высших достижений и массового спорта;
- Содействие в подготовке спортсменов-инвалидов для участия в Паралимпийских играх и других международных спортивных мероприятиях.[2]

## Руководство
Президент — Боранбаев Кайрат Советаевич
Вице-Президент — Сулейменов Диас Тулеутаевич
Вице-Президент — Имашев Берик Мажитович
Вице-Президент — Сапаров Бахыт Аманжолович
Генеральный секретарь — Сулейменов Ерлан Муратович

## Виды спорта
- стрельба из лука
- бочча
- конный спорт
- пара дзюдо
- пара пулевая стрельба
- пара настольный теннис
- пара атлетика
- пара каноэ
- футбол 5х5
- пара пауэрлифтинг
- волейбол сидя
- пара таэквондо
- голбол
- пара плавание
- пара биатлон
- пара лыжные гонки
- кёрлинг на колясках
- слэдж хоккей